# Gołostópka
Gołostópka (Tatera) – rodzaj ssaków z podrodziny myszoskoczków (Gerbillinae) w obrębie rodziny myszowatych (Muridae).

## Rozmieszczenie geograficzne
Rodzaj obejmuje jeden żyjący współcześnie gatunek występujący w południowo-zachodniej Azji.

## Morfologia
Długość ciała (bez ogona) 143–210 mm, długość ogona 152–198 mm; masa ciała 150–270 g.

## Systematyka
Rodzaj zdefiniował w 1882 roku francuski zoolog Fernand Lataste w artykule zatytułowanym Nowe ssaki Algierii, opublikowanym w czasopiśmie „Le Naturaliste”. Gatunkiem typowym jest (oryginalne oznaczenie) gołostópka indyjska (T. indica). 

### Etymologia
Tatera: nazwa wymyślona, bez etymologii.

### Podział systematyczny
Do rodzaju należy jeden występujący współcześnie gatunek:
- Tatera indica (Hardwicke, 1807) – gołostópka indyjska

Opisano również gatunek wymarły w pliocenie dzisiejszych Indii:
- Tatera pinjoricus Patnaik, 1997